# Xanthotaenia polychroma
Xanthotaenia polychroma är en fjärilsart som beskrevs av Hagen 1898. Xanthotaenia polychroma ingår i släktet Xanthotaenia och familjen praktfjärilar. Inga underarter finns listade i Catalogue of Life.